# Unione Avvocati Europei
L'Unione degli Avvocati Europei  (U.A.E.) è un'associazione di diritto lussemburghese che si prefigge lo scopo di promuovere la conoscenza e l'applicazione del diritto dell'Unione Europea e di mettere in contatto avvocati e operatori del diritto provenienti dai diversi Stati membri dell'Unione. Le principali articolazioni dell’associazione sono le Delegazioni territoriali e le Commissioni tematiche.

## Storia
Fondata a Lussemburgo nel 1986, l’U.A.E. è nata come associazione senza fini di lucro per promuovere l'esercizio della professione forense in ambito comunitario, favorire l'armonizzazione delle norme deontologiche tra i professionisti europei e incoraggiare lo sviluppo del diritto dell'Unione Europea e dei diritti fondamentali sanciti dalla Convenzione Europea dei Diritti dell’Uomo.
Nel corso degli anni, ha organizzato numerosi convegni, seminari e incontri in tutta Europa.

### Membri fondatori
- Jean-François Bellis
- François Bourgerel
- Giuseppe Cusumano
- Bertrand Favreau
- Francis Herbert
- Andréas Kalogeropoulos
- Onno Klopp
- Evelyne Korn
- Georges Kremlis
- Aloyse May
- Giuseppe Minieri
- Luc Misson
- Frank Montag
- Jean-Michel Payre
- Christian Roth
- José Maria Santarém Correia
- Manuel Sousa Duarte
- Jean-Pierre Spitzer
- Haris Tagaras
- Jean Thieffry
- Guy Wseijer
- Antonio Roca Puig
- Ioanna Anastassopoulou
- Carlos Botelho Moniz
- Germain Latour

## Obiettivi e finalità
L’associazione si propone di:
- riunire gli avvocati dei paesi membri (ed ex membri) dell’Unione Europea;
- promuovere la cooperazione giuridica transnazionale;
- contribuire all’armonizzazione delle regole deontologiche;
- diffondere la conoscenza del diritto dell’Unione Europea e dei diritti tutelati dalla CEDU.

### Statuto
Lo statuto attuale dell’associazione, modificato nel 2021, definisce l’U.A.E. come associazione di diritto lussemburghese senza fini di lucro con sede a Steinfort. I membri sono suddivisi in:
- Attivi: avvocati iscritti in ordini professionali europei;
- Osservatori: enti o professionisti non europei, senza diritto di voto;
- Onorari: membri per meriti speciali, anch’essi senza diritto di voto.

Lo scioglimento dell’associazione deve essere deliberato dall’Assemblea Generale; in tal caso, il patrimonio residuo è devoluto a enti con finalità europee.

## Struttura organizzativa
L’U.A.E. è composta da:

### Assemblea Generale
Comprende tutti i membri in regola con il versamento delle quote e si riunisce una volta all’anno. Elegge il Comitato Esecutivo e delibera sulle linee generali dell’associazione.

### Comitato Esecutivo
Composto da 27 membri eletti con mandato triennale, più gli ex presidenti che partecipano ex officio. Si riunisce almeno due volte l’anno e nomina al proprio interno il Consiglio Direttivo.

### Consiglio Direttivo (Bureau)
Organo esecutivo incaricato della gestione ordinaria. È presieduto dal Presidente, che rappresenta l’associazione e dirige i lavori. L’attuale presidente è Rosanna Marzocca.

### Delegazioni e Commissioni
L’associazione è articolata in delegazioni regionali e commissioni tematiche.

#### Delegazioni regionali
- Austria: Vienna
- Belgio: Bruxelles
- Francia: Parigi e Île-de-France
- Germania: Düsseldorf
- Ungheria: Budapest
- Italia:
  - Bari e Puglia
  - Bologna ed Emilia-Romagna
  - Bolzano e Trentino-Alto Adige
  - Brescia e Lombardia orientale
  - Catania e Sicilia orientale
  - Catanzaro e Calabria
  - Firenze e Toscana
  - Matera e Basilicata
  - Milano e Lombardia occidentale
  - Napoli e Campania
  - Padova e Veneto
  - Palermo e Sicilia occidentale
  - Pescara e Abruzzo, Marche e Molise
  - Roma e Lazio
- Lussemburgo
- Polonia
- Portogallo: Lisbona
- Romania: Alba Iulia
- Spagna:
  - Isole Baleari
  - Barcellona e Spagna sud-orientale
  - Isole Canarie
  - Madrid e Spagna centrale
  - Málaga e Spagna sud-occidentale
  - Santander e Spagna settentrionale
- Regno Unito: Londra
- Delegazione sovranazionale: Provenza, Alpi, Costa Azzurra, Liguria e area mediterranea

#### Commissioni tematiche
- Assicurazioni
- Concorrenza e anti-dumping
- Consumatori
- Cybersecurity
- Diritto istituzionale europeo e contenzioso
- Diritti umani
- Famiglia
- Immigrazione
- Immobiliare
- Insolvenza e fallimentare
- Intelligenza artificiale, blockchain e smart contracts
- Lavoro
- Nuove tecnologie, protezione dei dati personali e cybersecurity
- Penale UE e ambientale
- Proprietà intellettuale e industriale
- Societario e bancario
- Sportivo
- Tributario

## Attività
Tra le attività principali vi sono conferenze, convegni, seminari e momenti formativi. L’evento di punta è il Congresso annuale.

### Congresso annuale
Si svolge ogni anno, generalmente nel mese di giugno, e ospita relatori del mondo accademico, professionale e istituzionale. Gli atti di molte edizioni sono stati pubblicati nella "Collezione U.A.E.", in collaborazione con l’editore Bruylant.